# Provinz Acobamba
Die Provinz Acobamba ist eine von sieben Provinzen der Region Huancavelica im Südwesten von Peru. Die Provinz hat eine Fläche von 911 km². Beim Zensus 2017 lebten 40.324 Menschen in der Provinz. Im Jahr 1993 lag die Einwohnerzahl bei 42.096, im Jahr 2007 bei 63.792. Die Provinzverwaltung befindet sich in der Kleinstadt Acobamba.

## Geographische Lage
Die Provinz Acobamba liegt etwa 280 km ostsüdöstlich der Landeshauptstadt Lima. Sie erstreckt sich über das Andenhochland westlich der peruanischen Zentralkordillere und weist eine Längsausdehnung in NW-SO-Richtung von 55 km auf. Der Oberlauf des Río Mantaro fließt entlang der nordöstlichen Provinzgrenze nach Süden.
Die Provinz Acobamba grenzt im Norden an die Provinz Tayacaja, im Nordosten an die Churcampa, im Südosten an die Region Ayacucho, im Süden an die Provinz Angaraes sowie im Westen an die Provinz Huancavelica.

## Verwaltungsgliederung
Die Provinz Acobamba gliedert sich in acht Distrikte (Distritos). Der Distrikt Acobamba ist Sitz der Provinzverwaltung.
| Distrikt  | Verwaltungssitz |
| --------- | --------------- |
| Acobamba  | Acobamba        |
| Andabamba | Andabamba       |
| Anta      | Anta            |
| Caja      | Caja Espíritu   |
| Marcas    | Marcas          |
| Paucará   | Paucará         |
| Pomacocha | Pomacocha       |
| Rosario   | Rosario         |